# Lucifer
Lucifer (iz lat. lux - luč, ferre - prinašati, prinašalec luči)  

## V krščanski mitologiji
Po krščanskem izročilu predstavlja padlega nadangela, navadno v povezavi s Satanom, utelešenje zlobe in nasprotnika Boga. Po legendi je bil Lucifer pomemben nadangel v nebesih, ki ga je napuh privedel do upora proti Bogu. Ko je upor propadel, ga je Bog skupaj s tretjino svojih privržencev izgnal iz nebes, sedaj pa naj bi prebival na zemlji.

## V Latinski Bibliji
V Vulgati, to je prevod Biblije v latiniščino, so besedo Lucifer uporabili dvakrat:
- V Stari zavezi je prerok Izaija dal to ime kralju Babilonije in njen padec je bil predmet ironije preroka:

»Kako si padel z neba, danica (lucifer), sin zore, zgrmel na zemljo, zmagovalec narodov« (Iz 14,12).
- V Novi zavezi ga je zapisal apostol Peter v moralnem pomenu besede:

»Tako je preroška beseda za nas postala še trdnejša in prav delate, da nanjo pazite kakor na svetilko, ki sveti na mračnem kraju, dokler ne zasije dan in ne vzide danica (lucifer) v vaših srcih« (2 Pt 1,19).